# Pedro de Godoy
Pedro de Godoy, né le 30 avril 1608 à Aldeanueva de la Vera en Estrémadure et mort le 25 janvier 1677 à Sigüenza, est un important théologien thomiste espagnol de la seconde moitié du XVIIe siècle.

## Biographie
Pedro de Godoy occupa la catédra de prima de Salamanque pendant 25 ans jusque 1664, avant de devenir évêque d'Osma, puis de Sigüenza. Il est l'auteur d'un vaste commentaire de la Somme théologique : Disputationes theologicae in primam (secundam ac tertiam) partem divi Thomae, 7 tomes en 3 vols. (Venise, 1686 - avec des appendices de Gonet), qui connut un succès considérable et qui constitue une sorte de compendium définitif des doctrines sur lesquelles l'école dominicaine ne va plus guère évoluer dans la suite. Il est en fait le véritable inspirateur du Clypeus de Jean Baptiste Gonet, qui ne fait souvent que le plagier. La Somme de Godoy est vite devenue la cible de nombreux scotistes, qui le prennent (avec Gonet) comme l'auteur à réfuter par excellence. Par exemple, tout le commentaire du scotiste aragonais Juan Francisco Pérez López est une immense polémique ad hominem contre Godoy.

## Œuvres
- Disputationes theologicae in primam partem Divi Thomae (Venetiis, 1668) ; (Osma, 1669-71) ; (Venetiis, 1686).